# La Flèche Wallonne 2015
Das Radrennen La Flèche Wallonne 2015 war die 79. Austragung dieses Radsportklassikers und fand am 22. April 2015 statt. Es war das zweite Rennen der „Ardennen-Woche“ und wurde am Mittwoch zwischen dem Amstel Gold Race und Lüttich–Bastogne–Lüttich ausgetragen. Das Eintagesrennen war Teil der UCI WorldTour 2015 und innerhalb dieser das zwölfte von 28 Rennen. Die Gesamtdistanz des Rennens betrug 205,5 Kilometer. Es siegte der Spanier Alejandro Valverde aus der spanischen Mannschaft Movistar vor dem Franzosen Julian Alaphilippe aus der belgischen Mannschaft Etixx-Quick Step und dem Schweizer Michael Albasini aus der australischen Mannschaft Orica GreenEdge.
Für Alejandro Valverde war es bereits der dritte Sieg beim Wallonischen Pfeil nach 2006 und 2014, der damit seinen Titel aus dem Vorjahr verteidigte. Außerdem ist er nun gemeinsam mit den Belgiern Marcel Kint, Eddy Merckx und den Italienern Moreno Argentin und Davide Rebellin Rekordsieger bei diesem Rennen. Darüber hinaus war es nach den Siegen von Igor Astarloa (2003), Joaquim Rodríguez (2012) und Daniel Moreno (2013) der sechste spanische Sieg bei diesem Rennen.

## Teilnehmer

### Überblick
| 17 UCI WorldTeams AG2R La Mondiale (ALM) Astana Pro Team (AST) BMC Racing Team (BMC) Etixx-Quick Step (EQS) FDJ (FDJ) IAM Cycling (IAM) | Team Katusha (KAT) Lampre-Merida (LAM) Lotto Soudal (LTS) Movistar Team (MOV) Orica GreenEdge (OGE) Team Sky (SKY) | Team Cannondale-Garmin (TCG) Tinkoff-Saxo (TCS) Trek Factory Racing (TFR) Team Giant-Alpecin (TGA) Team Lotto NL-Jumbo (TLJ) |
| 8 UCI Professional Continental Teams Bretagne-Séché Environnement (BSE) Cofidis, Solutions Crédits (COF) Team Europcar (EUC)            | MTN-Qhubeka (MTN) Roompot Oranje Peloton (ROP) Topsport Vlaanderen-Baloise (TSV)                                   | UnitedHealthcare Professional Cycling Team (UHC) Wanty-Groupe Gobert (WGG)                                                   |

Startberechtigt waren die 17 UCI WorldTeams der Saison 2015. Zusätzlich vergab der Veranstalter Wildcards an acht UCI Professional Continental Teams. Die 25 teilnehmenden Mannschaften traten mit jeweils acht Fahrern an. Dadurch ergab sich ein Starterfeld von insgesamt 200 Fahrern aus 34 Nationen. Unter den Fahrern befanden sich vier Deutsche, ein Österreicher und acht Schweizer.

### Favoriten
Einer der größten Favoriten auf den Sieg war der Spanier Alejandro Valverde (MOV). Er war der Titelverteidiger und Sieger des Jahres 2006. Damit hatte er die Chance mit insgesamt drei Erfolgen, zu den bisherigen Rekordsiegern aufzuschließen. Ein weiterer Aspirant auf den Sieg war der Pole Michał Kwiatkowski (EQS). Als amtierender Weltmeister hatte er bereits drei Tage zuvor das Amstel Gold Race für sich entschieden. Für ihn gab es somit die Möglichkeit, alle drei Ardennenklassiker zum ersten Mal seit 2011, als Philippe Gilbert dieses Kunststück gelang, zu gewinnen. Ein anderer Fahrer mit guten Chancen auf einen Sieg war der Spanier Joaquim Rodríguez (KAT). Er gewann die Austragung von 2012 und konnte in dieser Saison bereits die Baskenland-Rundfahrt als Sieger der Gesamtwertung beenden. Außerdem hatten auch der Ire Daniel Martin (TCG), der Zweitplatzierte des Vorjahres, und der Kolumbianer Sergio Henao (SKY), der Zweitplatzierte von 2013 und der Baskenland-Rundfahrt 2015, gute Chancen auf den Sieg. Zum erweiterten Favoritenkreis zählten ebenfalls Daniel Moreno (KAT), Philippe Gilbert (BMC), Simon Yates (OGE), Rui Costa (LAM), Jakob Fuglsang (AST) und Lars Petter Nordhaug (SKY).
Mit Alejandro Valverde (2006, 2014), Philippe Gilbert (2011), Joaquim Rodríguez (2012) und Daniel Moreno (2013) waren insgesamt vier ehemalige Gewinner vom Wallonischen Pfeil am Start.

## Strecke

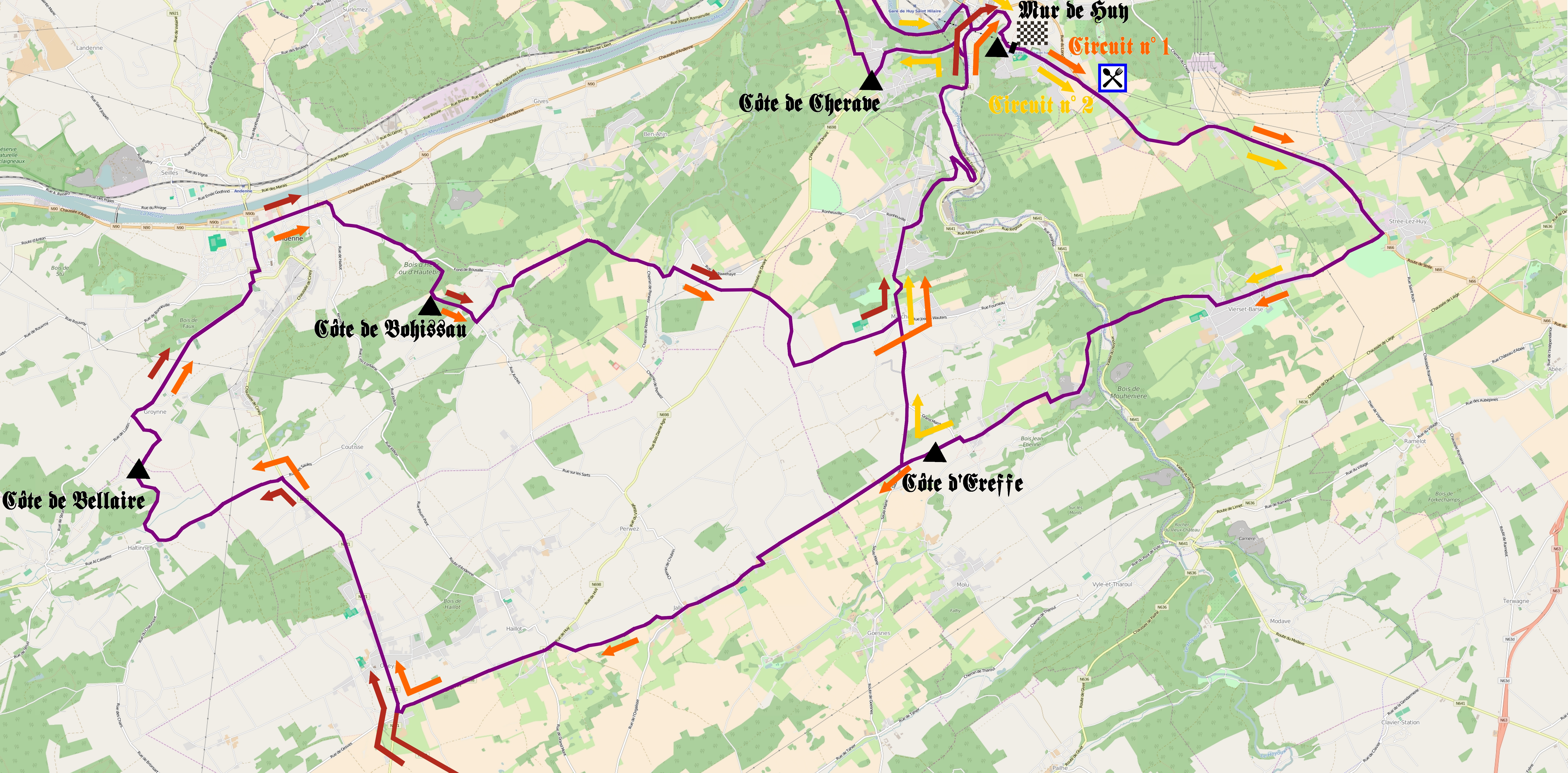

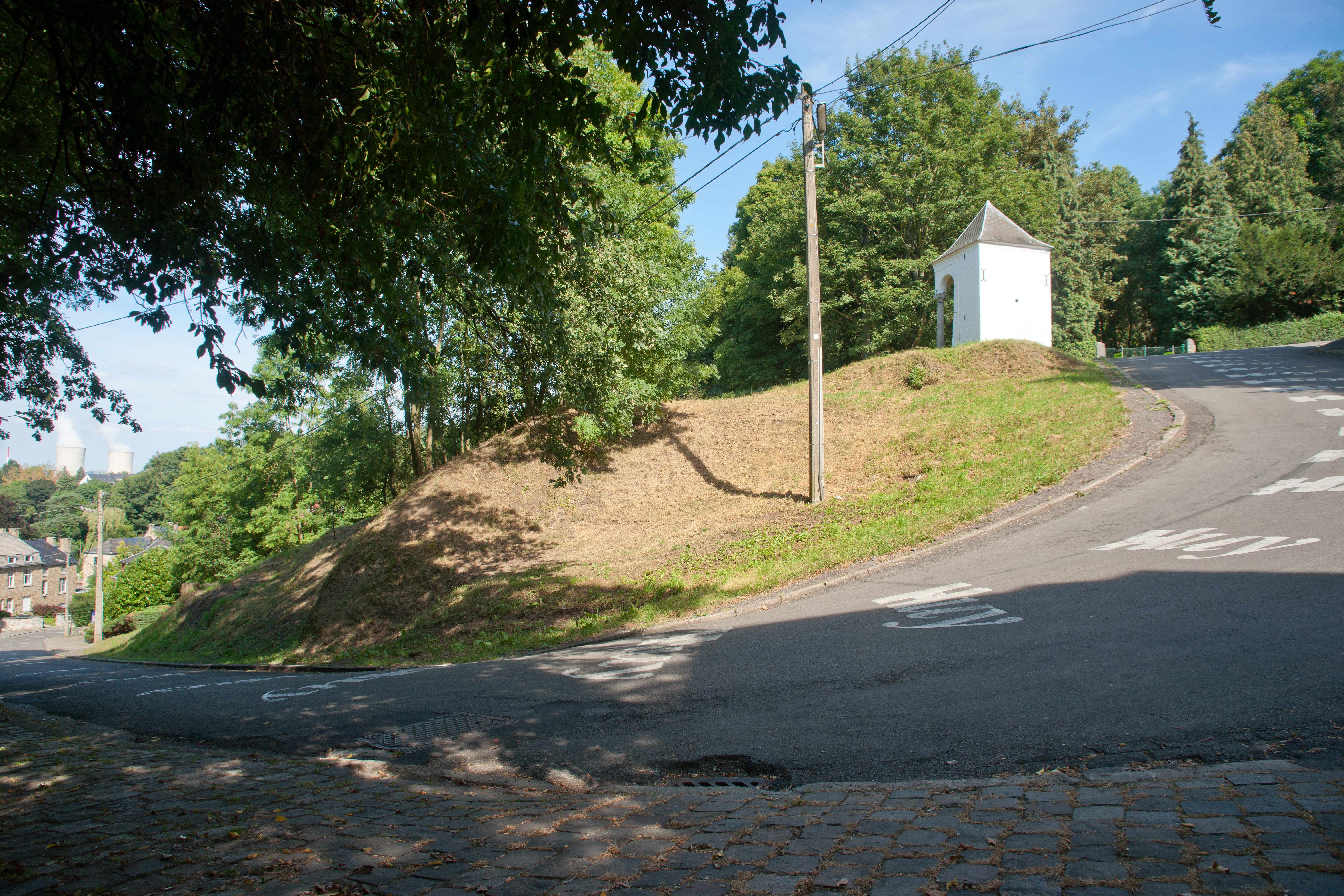
Zielanstieg an der Mur de Huy

### Streckenführung
Da das Rennen in den Jahren zuvor immer in einer anderen wallonischen Stadt startete, wurde auch diesmal ein neuer Startort gewählt. Für das Rennen 2015 wurde Waremme ausgewählt. Außerdem wurde im Vergleich zum Vorjahr die Côte de Cherave mit ins Programm aufgenommen. Des Weiteren erhöhte sich die Renndistanz um 6,5 Kilometer von 199,0 Kilometer auf 205,5 Kilometer.
Das Rennen startet in der Stadt Waremme. Waremme war zum ersten Mal Startort des Rennens. Von dort aus verlief die Strecke vorerst in Richtung Süden. Nach 22,0 Kilometern wartete mit der Côte des 36 Tournants der erste von elf Anstiegen des Tages. Nach 84,5 Kilometern erreichten die Fahrer die Stadt Ohey. Dort begann ein Rundkurs. Auf dieser Runde wurde zuerst die Côte de Bellaire sowie die Côte de Bohissau passiert. Darauf folgte bei Kilometer 118,0 die erste Zielpassage an der Mur de Huy. Auf dem Weg zurück nach Ohey wurde noch die Côte d’Ereffe zum ersten Mal passiert, bis nach 142,5 Kilometern schließlich wieder der Startpunkt der Runde erreicht wurde. Von dort ging es vorerst wieder auf die gleiche Runde. Das heißt, es wurde die Côte de Bellaire, die Côte de Bohissau, die Zielpassage (bei Kilometer 176,5) und die Côte d’Ereffe jeweils zum zweiten Mal befahren. Allerdings wurde die Runde nicht wieder in Ohey beendet. Diesmal nahm die Strecke nach der Côte d’Ereffe einen anderen Verlauf, ehe die Fahrer wenige Kilometer später wieder auf dem ehemaligen Rundkurs auf dem Weg zur Mur de Huy waren. Von dort aus führte die Strecke auf demselben Weg in Richtung Ziel, nur mit dem Unterschied, dass die Côte de Cherave zusätzlich passiert wurde. Das Rennen endete nach 205,5 Kilometern in der Stadt Huy auf dem Gipfel der Mur de Huy.
Die Verpflegungszone des Rennens lag wenige Kilometer hinter dem Gipfel der Mur de Huy im Ort Huy. Diese wurde zweimal passiert.
Mit der Mur de Huy hatte dieses Rennen die gleiche Zielankunft wie die 3. Etappe der Tour de France 2015. Diese Etappe startete in Antwerpen und verlief ausschließlich durch Belgien.
Während des Rennens wurden, in chronologischer Reihenfolge nach dem ersten Befahren, die Provinzen Lüttich, Luxemburg und Namur in der Wallonischen Region durchquert.

### Anstiege
Während des Rennens wurden sechs verschiedene Anstiege befahren. Da einige davon allerdings mehrfach passiert wurden, gab es insgesamt elf Anstiege.
| Anstieg (Passage)           | Kilometer vom Start | Kilometer zum Ziel | Länge  | durchschnittliche Steigung | Höhe  |
| --------------------------- | ------------------- | ------------------ | ------ | -------------------------- | ----- |
| Côte des 36 Tournants (1/1) | 022,0               | 183,5              | 2,9 km | 4,8 %                      | 213 m |
| Côte de Bellaire (1/2)      | 092,0               | 113,5              | 1,0 km | 6,3 %                      | 232 m |
| Côte de Bohissau (1/2)      | 100,0               | 105,5              | 2,4 km | 5,5 %                      | 220 m |
| Mur de Huy (1/3)            | 118,0               | 087,5              | 1,3 km | 9,6 %                      | 204 m |
| Côte d’Ereffe (1/2)         | 131,0               | 074,5              | 2,1 km | 5,0 %                      | 258 m |
| Côte de Bellaire (2/2)      | 150,0               | 055,5              | 1,0 km | 6,3 %                      | 232 m |
| Côte de Bohissau (2/2)      | 158,5               | 047,0              | 2,4 km | 5,5 %                      | 220 m |
| Mur de Huy (2/3)            | 176,5               | 029,0              | 1,3 km | 9,6 %                      | 204 m |
| Côte d’Ereffe (2/2)         | 189,0               | 016,5              | 2,1 km | 5,0 %                      | 258 m |
| Côte de Cherave (1/1)       | 200,0               | 005,5              | 1,3 km | 8,1 %                      | 195 m |
| Mur de Huy (Ziel) (3/3)     | 205,5               | 000,0              | 1,3 km | 9,6 %                      | 204 m |

## Rennverlauf
Das Rennen startete um 11:30 Uhr in Waremme unter blauem Himmel. Während des Rennens gab es etliche Stürze. So traf es unter anderem die Mitfavoriten Philippe Gilbert (BMC) und Daniel Martin (TCG), die darauf das Rennen im weiteren Verlauf aufgeben mussten. Auch Chris Froome (SKY) kam zum Sturz. Er konnte das Rennen zwar noch beenden, landete aber nur auf Platz 123. Neun Kilometer nach dem Start bildete sich eine fünfköpfige Spitzengruppe. Sie bestand aus Thomas De Gendt (LTS), Reinier Honig (ROP), Pieter Vanspeybrouck (TSV), Daniele Ratto (UHC) und Jérôme Baugnies (WGG). Kurz darauf gesellten sich noch Brice Feillu (BSE) und Mike Teunissen (TLJ) dazu, wodurch die Ausreißergruppe des Tages komplett war. Am ersten Anstieg des Tages, der Côte des 36 Tournants, hatte sie ihren maximalen Vorsprung von acht Minuten. Im Peloton wurde das Tempo von den Mannschaften Movistar und Katusha kontrolliert. Bei der ersten Zielpassage, 87,5 Kilometer vor dem Ziel, betrug der Vorsprung nur noch fast sechs Minuten. Während des zweiten Anstieges an der Mur de Huy zerfiel die Gruppe. Baugnies erreichte den Gipfel zuerst, danach konnte allerdings nur De Gendt wieder zu ihm aufschließen. Währenddessen gab es in diesem Anstieg auch Attacken aus dem Hauptfeld heraus. Giovanni Visconti (MOV) und Luis León Sánchez (AST) gelang es, sich abzusetzen und sie machten sich auf die Verfolgung der führenden Fahrer. Diese hatten sie – zusammen mit dem abgehängten Ausreißer Ratto – wenige Kilometer später bereits eingeholt. Am nächsten Anstieg, der Côte d’Ereffe, konnten sich die beiden von ihren Begleitern absetzen. An diesem Berg gab auch wiederum Angriffe im Hauptfeld. Die Fluchtversuche von Tejay van Garderen (BMC) und Louis Vervaeke (LTS) wurden aber schnell wieder eliminiert. Am vorletzten Anstieg des Tages, der Côte de Cherave, wurden die beiden verbliebenen Führenden, Visconti und Sánchez, auch wieder eingeholt. Außerdem gab es Angriffe von Vincenzo Nibali (AST) und Roman Kreuziger (TCS). Sie konnten sich allerdings nicht absetzen. Danach folgte eine Attacke von Tim Wellens (LTS). Ihm gelang es, einen kleinen Vorsprung herauszufahren und als Führender in die Abfahrt zu gehen. Er konnte den Vorsprung bis zum Anfang des Anstieges zur Mur de Huy halten, ehe er von dem Feld eingeholt wurde. Dieses umfasste noch etwa 30 Fahrer. Rafael Valls und Rui Costa (beide LAM) machten dort die Führungsarbeit und konnten somit ebenfalls einen Fluchtversuch von Esteban Chaves (OGE) an der Flamme Rouge verhindern. Das Feld der Favoriten war also kurz vor Schluss noch zusammen und es stand fest, dass die Entscheidung erst am Schlussanstieg fallen wird. 200 Meter vor dem Ziel kam es dann zur Sprintentscheidung aus dem Feld heraus. Dabei siegte Alejandro Valverde (MOV), der den Sprint von vorn fuhr, vor Julian Alaphilippe (EQS) und Michael Albasini (OGE). Die weiteren Favoriten Joaquim Rodríguez und Daniel Moreno (beide KAT) landeten nur auf den Plätzen vier und fünf.

## Ergebnis

### UCI WorldTour
La Flèche Wallonne war innerhalb der UCI WorldTour 2015 ein Rennen der 4. Kategorie. Deshalb erhielten die zehn besten Fahrer – vorausgesetzt sie fahren für ein UCI WorldTeam – Punkte für das UCI WorldTour Ranking mit folgender Punkteverteilung:
| Platzierung | 1. | 2. | 3. | 4. | 5. | 6. | 7. | 8. | 9. | 10. |
| Punkte      | 80 | 60 | 50 | 40 | 30 | 22 | 14 | 10 | 6  | 2   |

### Endstand
Von den 200 gemeldeten Fahrern gingen 199 an den Start, von denen wiederum 133 im Ziel angekommen sind.
| Platz | Fahrer             | Nation | Team                   | Zeit                    | Punkte |
| ----- | ------------------ | ------ | ---------------------- | ----------------------- | ------ |
| 01.   | Alejandro Valverde | ESP    | Movistar Team          | 5:08:22 h (39,985 km/h) | 80     |
| 02.   | Julian Alaphilippe | FRA    | Etixx-Quick Step       | gleiche Zeit            | 60     |
| 03.   | Michael Albasini   | SUI    | Orica GreenEdge        | gleiche Zeit            | 50     |
| 04.   | Joaquim Rodríguez  | ESP    | Team Katusha           | gleiche Zeit            | 40     |
| 05.   | Daniel Moreno      | ESP    | Team Katusha           | gleiche Zeit            | 30     |
| 06.   | Alexis Vuillermoz  | FRA    | AG2R La Mondiale       | + 0:04 min              | 22     |
| 07.   | Sergio Henao       | COL    | Team Sky               | gleiche Zeit            | 14     |
| 08.   | Jakob Fuglsang     | DEN    | Astana Pro Team        | gleiche Zeit            | 10     |
| 09.   | Tom-Jelte Slagter  | NED    | Team Cannondale-Garmin | gleiche Zeit            | 06     |
| 10.   | Wilco Kelderman    | NED    | Team Lotto NL-Jumbo    | gleiche Zeit            | 02     |